# Херттуа, Вихтори
Герман Вихтори Херттуа (фин. Herman Vihtori Herttua; 21 марта 1886 — 14 сентября 1941) — финский политик, входивший в руководство движения Лапуа в начале 1930-х годов.

## Биография
Родителями Херттуа были Герман Херттуа и Анна Таркканен. Вихтори пошёл в государственную школу, а затем работал фермером в своем родном регионе. Херттуа был членом аппарата совета защиты Юлистаро и районного штаба, был членом муниципального совета Юлистаро, а также был членом делегации коалиционной партии.
В апреле 1930 года на собрании в Лапуа Херттуа был избран руководителем антикоммунистического народного движения, появившегося в Южной Остроботнии, вместе с Вихтори Косола и Иивари Койвисто. Эта встреча считается фактическим моментом зарождения движения Лапуа. Херттуа был уволен из делегации движения в июне 1931 года, когда из-за финансовых проблем он слил внутреннюю информацию в шведские газеты.